# Loren Alfonso
Loren Berto Alfonso Domínguez (ur. 28 lipca 1995 w Hawanie) – azerski bokser, srebrny i brązowy medalista olimpijski, mistrz świata, złoty medalista igrzysk europejskich.

## Przebieg kariery
W 2019 wystartował w igrzyskach europejskich, na których wywalczył złoty medal po pokonaniu w finale z wynikiem 3:2 reprezentanta Wielkiej Brytanii Benjamina Whittakera. Brał udział również w mistrzostwach świata rozgrywanych w Jekaterynburgu – w pierwszej rundzie miał wolny los, w drugiej z wynikiem 3:2 pokonał Hiszpana Gazimagomieda Dżalidowa, w trzeciej zaś pokonał z wynikiem 4:1 Austriaka Umara Dzambiekowa. Azer został pokonany dopiero w ćwierćfinale, przegrywając 2:3 z Uzbekiem Dilszodbekiem Ruzmetovem.
Na letnich igrzyskach olimpijskich w Tokio rozegranych w 2021 roku pokonał kolejno Uzbeka Dilszodbeka Ruzmetova (wynikiem 4:1) oraz Turka Bayrama Malkana (wynikiem 5:0). Dzięki tym zwycięstwom awansował do półfinału, gdzie przegrał z wynikiem 0:5 pojedynek z Kubańczykiem Arlenem Lópezem i tym samym otrzymał brązowy medal. 
W tym samym roku po raz drugi w karierze wziął udział w mistrzostwach świata, w ramach których udało mu się otrzymać złoty medal. W finałowym pojedynku Alfonso pokonał wynikiem 3:2 Brazylijczyka Keno Machado.
W 2024 roku ponownie wziął udział w barwach Azerbejdżanu w Letnich Igrzyskach Olimpijskich, gdzie w rywalizacji mężczyzn do 92 kg, po pokonaniu Julio Césara La Cruz, Aibeka Oralbay i Enmanuela Reyes doszedł do finału, w którym przegrał 5:0 z Lazizbekiem Mullojonovem.